# Hypolimnas anomala
Espèce
Hypolimnas anomala est une espèce d'insectes lépidoptères de la famille des Nymphalidae de la sous-famille des Nymphalinae originaire de l'Asie du Sud-est.

## Description

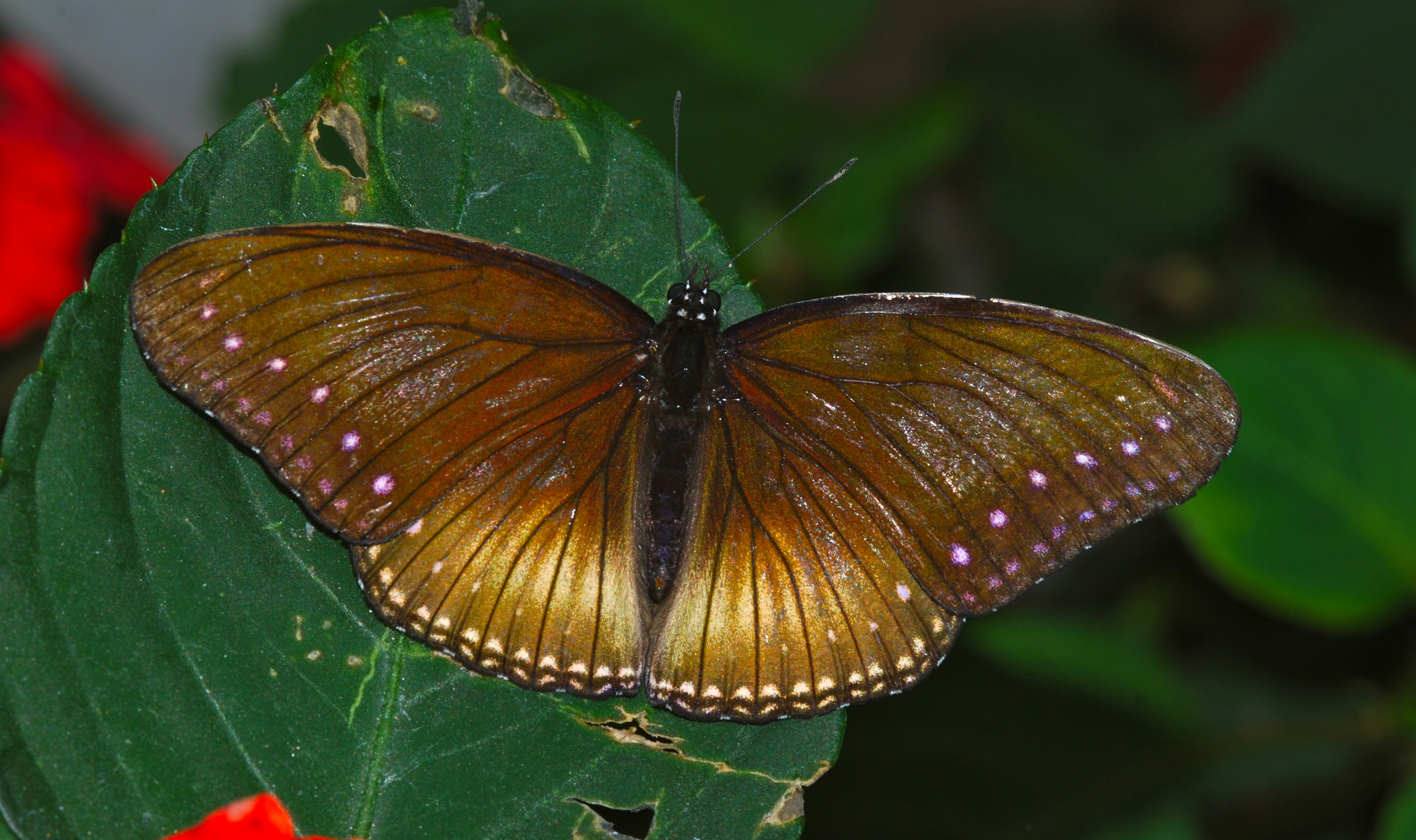
Hypolimnas anomala (Pahang, Malaisie)

## Sous-espèces
- Hypolimnas anomala anomala  en Malaisie, à Sumatra, Java, Bali.
- Hypolimnas anomala arnoldi Fruhstorfer ;
- Hypolimnas anomala discandra Weymer ;
- Hypolimnas anomala euvaristos Fruhstorfer ; aux Philippines.
- Hypolimnas anomala interstincta Butler ; à Bornéo.
- Hypolimnas anomala phalkes Fruhstorfer ;
- Hypolimnas anomala sumbawana Pagenstecher ;
- Hypolimnas anomala truentus Fruhstorfer ;  aux Philippines.
- Hypolimnas anomala  wallaceana Butler ; au Sulawesi.